# Подцепочье
По́дцепочье — деревня в Старорусском муниципальном районе Новгородской области, в составе Новосельского сельского поселения. Площадь территории деревни 41,2 га.
Расположена на левом берегу реки Порусья, к югу от Старой Руссы. На противоположном — правом берегу реки, находится деревня Маврино. Через Подцепочье проходит автодорога Р51 (Шимск — Старая Русса — Поддорье — Холм — Локня — Великие Луки — Невель).
В Новгородской земле эта местность относилась к Шелонской пятине. Деревня была впервые упомянута в писцовых книгах пятины 1498 года. В Новгородской губернии входила в Старорусский уезд, затем с 1927 года в Старорусском районе Ленинградской области, а с 1944 года — в Новгородской области.

## Примечания

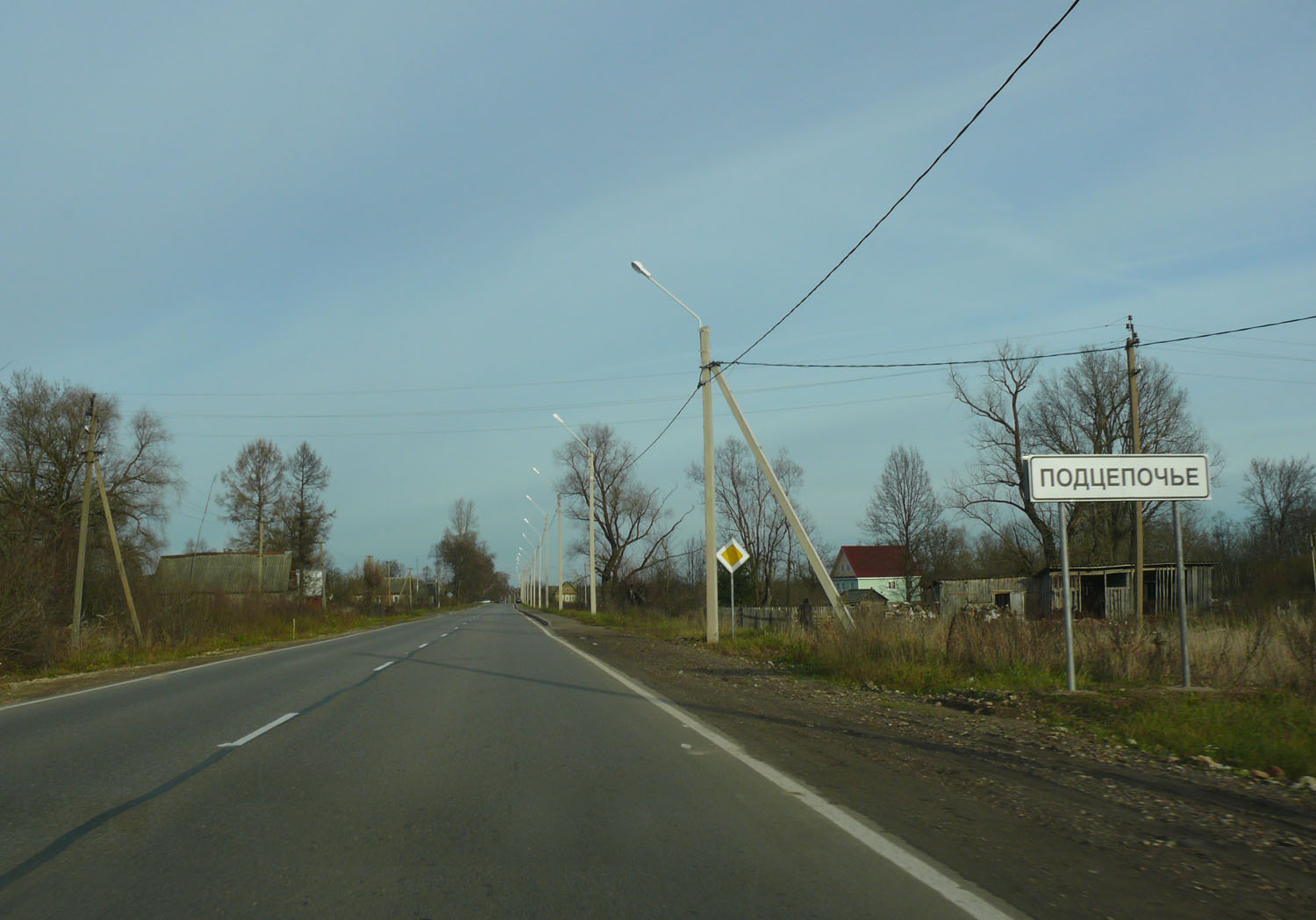

## Население
| 2010 | 2011 |
| ---- | ---- |
| 66   | ↘64  |